# Florian Delecroix

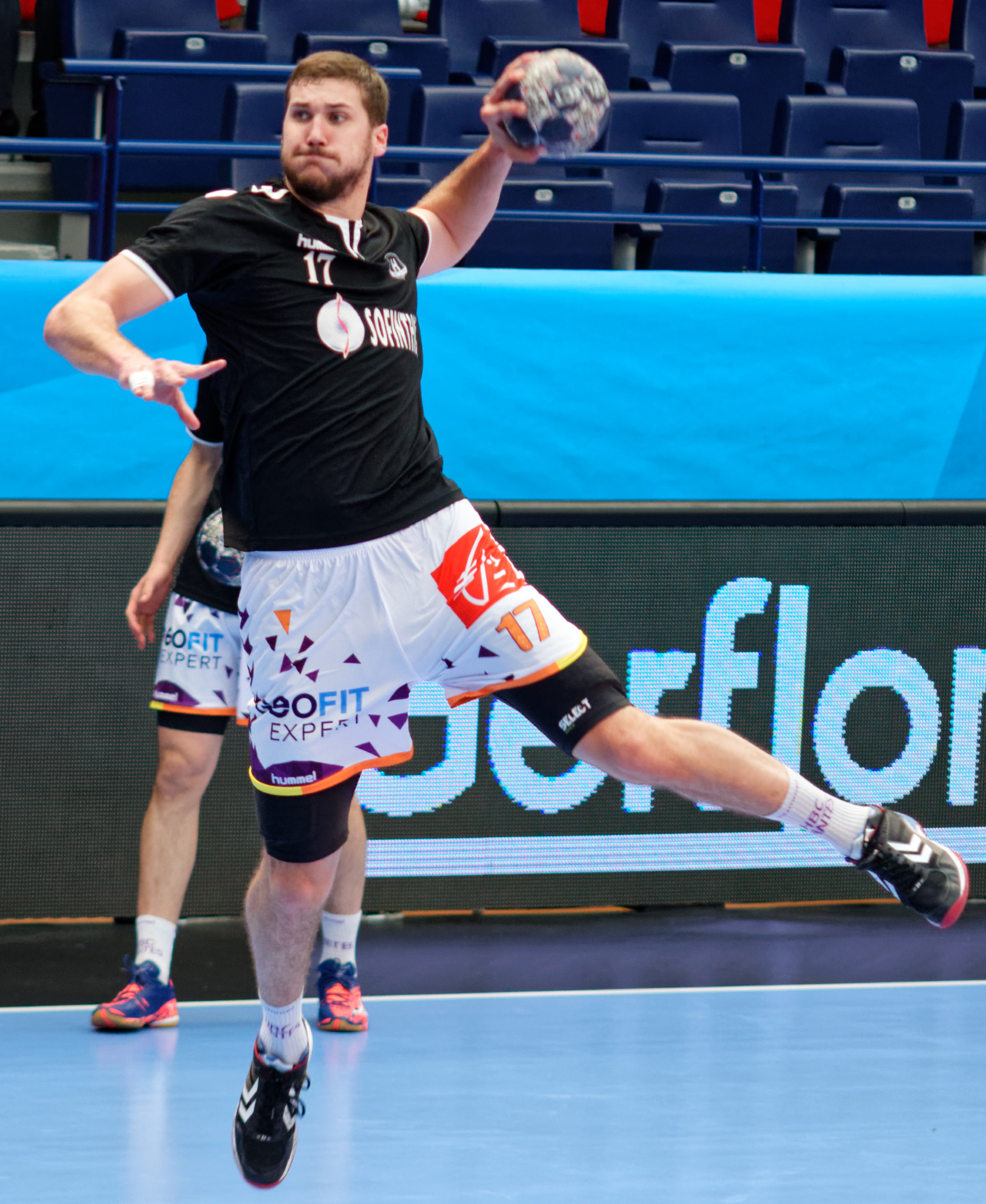
Huitième de finale de la ligue des champions 2016-17 entre le PSG et le HBC Nantes. A Coubertin, le 1er avril 2017.

Florian Delecroix, né le 17 mars 1994, est un joueur de handball français évoluant au poste de arrière droit.
Débutant à l'US Saintes,, il rejoint en 2012 le centre de formation du Handball Club de Nantes et y a signé son premier contrat professionnel le 17 mars 2015, le jour même de ses 21 ans, et ce pour une durée de trois ans. Avec le club ligérien, il évolue ainsi en championnat de France et en coupe d'Europe de l'EHF.
En 2015, il remporte avec l'équipe de France junior le Championnat du monde junior 2015, compétition dont il est élu meilleur joueur et meilleur arrière droit,
En 2017, il est prêté au Cesson Rennes Métropole Handball. Il retourne au HBC Nantes la saison suivante.

## Palmarès

### En club
- Vainqueur de la Coupe de la Ligue en 2015
  - Finaliste en 2017
- Vainqueur de la Coupe de France en 2017
- Vice-champion de France en 2017
- Finaliste du Trophée des champions 2016

### En équipes nationales
France junior
- Médaille d'or au Championnat du monde junior 2015

### Distinctions individuelles
- élu meilleur joueur et meilleur arrière droit du Championnat du monde junior 2015[6],[7]